# Maurice Vincent Wilkes
Maurice Vincent Wilkes (Dudley, Staffordshire, 26 de juny de 1913 - Cambridge, 29 de novembre de 2010) fou un investigador de les ciències de la computació, reconegut per diversos dels seus importants desenvolupaments en el camp de la informàtica.
Wilkes va estudiar al St John's College de la Cambridge del 1931 al 1934, seguint el 1936 amb un PhD en física sobre la propagació de radiacions d'ona llarga a la ionosfera. Es trobava en un lloc junior a la Universitat de Cambridge, que li va permetre participar en la creació d'un laboratori d'informàtica. Wilkes va ser reclutat per fer el servei militar durant la Segona Guerra Mundial, i va treballar en el tema del radar i de la investigació operativa.
El 1945, va ser nomenat vicedirector del laboratori de matemàtiques de la Universitat de Cambridge, més endavant anomenat Laboratori Informàtic. Al principi, el laboratori de Cambridge tenia diversos dispositius de còmput, entre els quals es trobaven un analitzador diferencial de Vannevar Bush. Un dia, Wilkes va trobar una còpia d'un document de John Von Neumann, encara no publicat, que descrivia l'EDVAC, un successor del'ENIAC. L'ENIAC s'estava construint per Presper Eckert i John Mauchly a l'escola Moore d'Enginyeria Elèctrica, i Von Neumann estava prenent notes sobre les seves observacions. Wilkes va llegir el document a la nit (perquè havia de tornar-lo i no hi havia màquines de fotocòpies), i aviat es va adonar que aquest era el camí pel qual la informàtica havia d'anar. Per això, el va publicar (respectant el nom de l'autor original) i així va fer famosa l'arquitectura Von Neumann.
Com el laboratori de Wilkes tenia el seu propi finançament, va poder començar immediatament a treballar en una petita màquina pràctica, l'EDSAC. Va decidir que el seu objectiu final no havia de ser inventar un ordinador millor, sinó aconseguir que la universitat en tingués un de disponible; per això, el seu enfocament va ser totalment pràctic: fer servir només els mètodes coneguts i que funcionaven per construir cada peça de la màquina. L'ordinador resultant era més lent i petit que els altres ordinadors planejats en aquella època, però va aconseguir ser el primer exemple d'ordinador que tenia un programa emmagatzemat en memòria. Va funcionar correctament des de maig de 1949.
El 1951, va desenvolupar el concepte de la microprogramació quan es va adonar que la unitat central de procés d'un ordinador podia estar controlada per un petit programa altament especialitzat i escrit a memòria ROM, que és molt ràpida. Aquest concepte va simplificar enormement el desenvolupament dels processadors. La programació va ser presentada el 1951 a la conferència inaugural de la Universitat de Manchester, i després es va publicar un article expandit a IEEE Spectrum, el 1955. El concepte es va implementar de manera pràctica en l'EDSAC 2, que també feia servir múltiples "tires de bits" idèntiques per simplificar el disseny. Es feien servir muntatges de tubs intercanviables per a cada bit del processador, cosa que va ser molt avançada per l'època.
El següent ordinador per al seu laboratori va ser el  Titan, un projecte conjunt amb Ferranti Ltd. Va arribar a ser el primer sistema del Regne Unit de  temps compartit, i es feia servir per donar accés a altres recursos de les universitats, com a sistemes gràfics de temps compartit per al disseny assistit per ordinador de peces mecàniques.
Una característica important del sistema operatiu de Titan era que proporcionava accés als dispositius depenent de la identitat del programa, a més de la identitat de l'usuari. A més, permetia el sistema de xifrat de contrasenyes que es faria servir més tard en Unix. El seu sistema de programació també en tenia un sistema de control de versions.
Wilkes també és reconegut per altres idees, com la de les etiquetes simbòliques en el codi, les macros, i les  biblioteques de funcions. Són desenvolupaments fonamentals de la programació d'ordinadors, que l'han fet més fàcil que en èpoques anteriors, i que han permès la creació de llenguatges de programació d'alt nivell. Més tard, Wilkes va treballar en un dels primers sistemes de temps compartit (ara coneguts com a sistemes operatius multiusuari) i en computació distribuïda.
El 1956 va ser elegit com a membre de la Royal Society. Cap al final dels 1960, Wilkes també es va interessar en la computació segura (basada en "capacitats"), i el laboratori va muntar un ordinador experimental, el Cambridge CAP.
El 1974, va trobar una xarxa (a Hasler AG) que feia servir una topologia en anell per reservar temps a la xarxa. El laboratori feia servir al principi un prototip per compartir perifèrics. Van arribar a un acord comercial, i es va crear una tecnologia similar que va passar a estar àmpliament disponible al Regne Unit. El 1980 es va retirar del seu càrrec de professor al laboratori i va entrar a l'equip d'enginyeria de Digital Equipment Corporation a Maynard, Massachusetts.
El 1986 Wilkes torna a Anglaterra, i es converteix en membre de l'equip de recerca d'Olivetti. La Universitat de Cambridge li presenta el 1993 un títol honorífic de Doctor en Ciència (D. Sc). Va ser coronat a la New Year Honours List de 2000. El 2002, va tornar al Laboratori d'Informàtica de la Universitat de Cambridge com a professor emèrit.

## Publicacions
- Time-sharing Computer Systems. Elsevier, 1975. ISBN 0-444-19525-4
- Memoirs of a Computer Pioneer. The MIT Press. 1985. ISBN 0-262-23122-0